# Ivan Šarić
Ivan Šarić (nascut el 17 d'agost de 1990), és un jugador d'escacs croat, que té el títol de Gran Mestre des de 2008.
A la llista d'Elo de la FIDE del juny de 2022, hi tenia un Elo de 2687 punts, cosa que en feia el jugador número 1 (en actiu) de Croàcia, i el 47è millor jugador al rànquing mundial. El seu màxim Elo va ser de 2703 punts, a la llista del març de 2019.

## Resultats destacats en competició
En Šarić va guanyar el Campionat d'Europa Sub-18 el 2007, a Šibenik, i el Campionat del món Sub-18 el 2008 a Vũng Tàu. El 2009 es proclamà campió de Croàcia.
El 2011 empatà als llocs 2n-7è amb Aleksandr Dèltxev, Julio Granda, Pablo Almagro Llamas, Maksim Túrov i Mihail Marin al 31è Obert Vila de Benasc (el campió fou Tigran L. Petrossian).
L'octubre del 2013 va guanyar el Masters de Còrsega després de guanya a Evgeny Postny, Étienne Bacrot i Serhí Fedortxuk a la fase prèvia i eliminar a la final al GM Zoltán Almási per 2 a 1, i d'aquesta forma s'endugué el premi de 15.000 euros.
El 2013 va guanyar per segon cop el campionat de Croàcia. El març de 2014 empatà al segon lloc al campionat d'Europa individual, a Erevan, amb 8 punts d'11 partides, amb set jugadors més (el campió fou el rus Aleksandr Motiliov). Aquest resultat el va classificar per la Copa del Món de 2015 on fou eliminat a la primera ronda per Bassem Amin.
El març de 2018 va guanyar el 19è Campionat d'Europa individual celebrat a Batumi, per damunt del polonès Radoslaw Wojtaszek. Šarić fou així el segon croat en guanyar la competició, després que ho hagués fet Zdenko Kozul el 2006.

### Participació en olimpíades d'escacs
Šarić ha participat, representant Croàcia, en tres Olimpíades d'escacs entre els anys 2010 i 2014, amb un resultat de (+9 =16 –6), per un 54,8% de la puntuació. El seu millor resultat el va fer a l'Olimpíada del 2014 en puntuar 7 d'11 (+5 =4 -2), amb el 63,6% de la puntuació, amb una performance de 2710.